# AC Mobil 34
AC Mobil 34 est un petit constructeur aéronautique français basé à Saint-Florentin. L'entreprise produit un avion léger sous forme de kitplane.

## Avions
- AC Mobil 34 Chrysalin - monoplan monomoteur biplace à aile haute.